# Gnaeus Pompeius Magnus (gendre de Claude)
Pour l’article homonyme, voir Gnaeus Pompeius Magnus.
Gnaeus Pompeius Magnus ou Pompée Magnus (mort en 47 ap. J.-C.) est un aristocrate romain, descendant de Pompée le Grand et gendre de l'empereur Claude.

## Biographie
Sa date de naissance est inconnue. il est le fils de Crassus Frugi, consul en 27 et de son épouse Scribonia, mais il préfère prendre le nom de Pompeius Magnus, car ses grands-parents maternels descendent de Pompeia Magna la fille de l'illustre triumvir Pompée. Caligula lui interdit de porter le surnom de Magnus (Grand), interdiction que Claude lève à son avènement en 41.
L'empereur Claude lui donne en mariage sa fille ainée Claudia Antonia en 41 et lui accorde les premières magistratures du vigintivirat. En 43, il accompagne Claude lors de son passage en Bretagne, et le précède à son retour à Rome pour annoncer au Sénat les succès de son beau-père.
En 46 ou en 47, Pompée Magnus est exécuté pour des motifs que ni Suétone ni Dion Cassius n’indiquent. Suétone affirme qu'il est percé de coups dans les bras de son jeune amant, mais les historiens modernes supposent la volonté de Messaline d’éliminer une possible concurrence de son fils Britannicus à la succession de Claude. Ses cendres sont placées dans la tombe des Licinii Calpurnii située sur la Via Salaria. Son urne funéraire porte l'épitaphe :
« Cnaeus Pompeius Magnus, fils de Crassus, pontife, questeur de l'empereur Tiberius Claudius Caesar Augustus Germanicus, son beau-père ».